# تاریخ جدید اسلام کمبریج
تاریخ جدید اسلام کمبریج (به انگلیسی: The New Cambridge History of Islam) مجموعه شش جلدی از مطالعات تاریخ اسلام بدست خاورشناسان است، که در سال ۲۰۱۰ منتشر گردید. ویراستاران این کتاب، چس رابینسون، ماریبل فی‌یرو، دیوید مورگان و آنتونی رید، روبرت آروین، فرانسیس رابینسون و روبرت هفنر هستند. این کتاب توسط انتشارات دانشگاهی کمبریج، منتشر شد.

## عنوان‌های مجلد شش‌گانه کتاب
1. شکل‌گیری جهان اسلام، قرن‌های شش تا یازدهم میلادی، ویراسته چیز رابینسون.
2. جهان غربی اسلام، قرن‌های یازدهم تا هجدهم میلادی، ویراسته ماریبل فی‌یرو.
3. جهان شرقی اسلام، قرن‌های یازدهم تا هجدهم میلادی، ویراسته دیوید مورگان و آنتونی رید.
4. فرهنگ‌ها و جوامع اسلامی تا انتهای قرن هجدهم میلادی، ویراسته رابرت اروین.
5. جهان اسلام در عصر تسلط غربی، ویراسته فرانسیس رابینسون.
6. مسلمانان و مدرنیته: فرهنگ و جامعه پسا ۱۸۰۰ میلادی، ویراسته روبرت هنفر.

## عنوان‌های سرفصل جلد اول
- منابع اواخر روزگار باستان، نوشته جان هلدن
- روم پسین و بیزانس خاورنزدیک پسین، نوشته مارک ویتوو
- ساسانیان خاورنزدیک پسین، نوشته یوزف ویزه‌هوفر
- عربستان پیشااسلام، نوشته مایکل لکر
- جهان‌گرایی و استعمارطلبی، ۶۰۰–۷۰۵ میلادی، نوشته چس رابینسون
- امپراتوری سوریه، ۷۰۵–۷۶۳ میلادی، نوشته پاول کب
- امپراتوری عراق، ۷۶۳–۸۶۱ میلادی، نوشته طیب الحیبری
- رنگ باختن امپراتوری، ۸۶۱–۹۴۵ میلادی، نوشته مایکل بونر۵–۳۵۹
- الگوی پسین عباسیان، ۹۴۵–۱۰۵۰ میلادی، نوشته هیو کندی
- عربستان، نوشته الا لندو-تسرون
- اسلام شرقی، نوشته التون دانیل
- سوریه، نوشته استفان هومفریز
- مصر، نوشته مایکل برت
- شبه‌جزیره ایبری و شمال آفریقا، نوشته ادواردو مانزانو مورنو
- ورود مدرنیه تا تاریخ آغازین اسلامی، نوشته فرد دانر
- سکه‌شناسی، نوشته استفان هیدمن
- فرهنگ جسمانی و باستان‌شناسی، نوشته مارکوس میلرایت